# Arianops pecki
Arianops pecki är en skalbaggsart som beskrevs av Barr 1974. Arianops pecki ingår i släktet Arianops och familjen kortvingar. Inga underarter finns listade i Catalogue of Life.